# Mira Lobe
Mira Lobe (ur. 17 września 1913 w Görlitz jako Hilde Mirjam Rosenthal, zm. 6 lutego 1995 w Wiedniu) – austriacka autorka literatury dla dzieci.
Po skończeniu szkoły zamierzała podjąć studia na wydziale germanistyki i historii sztuki. Jednak z powodu żydowskiego pochodzenia musiała zrezygnować z tych planów. W 1936 wyjechała do Palestyny wraz z rodziną. Latem 1940 wyszła za aktora i reżysera Friedricha Lobe. Pisanie rozpoczęła w 1943 będąc w ciąży z córką Claudią.
Jej najbardziej znaną powieścią jest wydana w 1965 Babcia na jabłoni (Die Omama im Apfelbaum).

## Twórczość
- Insu-Pu (1948) (hebrajski)
- Insu-Pu, die Insel der verlorenen Kinder (1951) (niemiecki)
- Anni und der Film (1952)
- Ohne Hanni geht es nicht (1952)
- Der Tiergarten reißt aus (1953)
- Der Bärenbund (1954)
- Hänschen klein... (1954)
- Der Anderl (1955)
- Ich frag dich was Herr Doktor... (1956)
- Flitz, der rote Blitz (1956)
- Bärli Hupf – Die unglaubliche Geschichte von einem Teddybären und seinem Freund Kasperl (1957)
- Die Bondi-Mädels (1957)
- Titi im Urwald (1957)
- Ich wünsch mir einen Bruder (1958)
- Die Geschichte von Tapps (1958)
- Die vorwitzigen Schwestern (1959)
- Ich und du in Stadt und Land (1959)
- Rätsel um Susanne (1960)
- Wohin mit Susu? (1960)
- Das 5. Entlein (1961)
- Hannes und sein Bumpam (1961)
- König Tunix (1962)
- Das große Rennen in Murmelbach (1963)
- Bimbulli (1964)
- Meister Thomas in St. Wolfgang (1965)
- Laßt euch 3 Geschichten erzählen (1965)
- Die Omama im Apfelbaum (1965) (wydanie polskie 1968)
- Das große Rentier und zwei andere Geschichten (1966)
- Pepi und Pipa (1966)
- Martina, der reifende Engel (1966)
- Meine kleine Welt (1966)
- Eli Elefant (1967)
- Das blaue Känguruh (1968)
- Bärli hupft weiter (1968)
- Der kleine Drache Fridolin (1969)
- Maxi will nicht schlafen gehen (1969)
- Schatten im Auwald (1970)
- Das Städtchen Drumherum (1970)
- Denk mal Blümlein (1971)
- Das kleine Ich bin Ich (1972)
- Katzenzirkus (1973)
- Willi Millimandl und der Riese Bumbum (1973)
- Kein Sterntaler für Monika (1973)
- Nikonorr, der Winterzauberer (1974)
- Der tapfere Martin (1974)
- Die Räuberbraut (1974)
- Das Zauberzimmer (1974)
- Komm sagte die Katze (1974)
- Ingo und Drago (1975)
- Der ist ganz anders als ihr glaubt (1976)
- Komm, sagte der Esel (1976)
- Ein Vogel wollte Hochzeit machen (1977)
- Dann rufen alle Hoppelpopp (1977)
- Die Zaubermasche – Das Schloßgespenst (1977)
- Die Maus will raus (1977)
- Guten Abend, kleiner Mann (1977)
- Daniel und die Schlafhaubenlemmaschine (1978)
- Pfui, Ponnipott! (1978)
- Morgen komme ich in die Schule (1979)
- Rote Kirschen eß ich gern (1979)
- Hokuspokus in der Nacht (1979)
- Moritz Huna, Nasenriecher (1980)
- Der Apfelbaum (1980)
- Es ging ein Schneemann durch das Land (1980)
- Valerie und die Gute-Nacht-Schaukel (1981)
- Der Tiergarten reißt aus (1981)
- Der kleine Troll und der große Zottel Tiny (1981)
- Bäbu – Der Bärenbund (1982)
- Ein Pilzkorb ist kein Regenschirm (1983)
- Das quiek-fidele Borstentier (1983)
- Schau genau wo ist die Frau (1983)
- Der Dackelmann hat recht (1983)
- Christoph will ein Fest (1984)
- Ein Haustier für Frau Pfefferkorn (1984)
- Ein Hobby für Frau Pfefferkorn (1984)
- Leb wohl, Fritz Frosch (1985)
- Das Waldkind (1985)
- Die Geggis (1985)
- Die Yayas in der Wüste (1986)
- Schweinchen Knut mit dem Hut Lollo (1986)
- Das Schloßgespenst (1987)
- Die Zauberschleife (1987)
- Das kleine Hokuspokus (1988)
- Käptn Reh auf hoher See (1989)
- Die Sache mit dem Heinrich (1989)
- Ein Schnabel voll für Hoppala (1989)
- Besser der Ball als du (1989)
- Hokuspokus in der Nacht (1990)
- Pitt will nicht mehr Pitt sein (1990)
- Wirle Wurle Wasserkind (1990)
- Der entführte Fridolin und andere Geschichten mit Anja und Niko (1991)
- Das fliegt und flattert – das knistert und knattert Michi fliegt um die Welt (1991)
- Dobbi Dingsda fängt ein Monster (1992)